# Linda Kozlowski

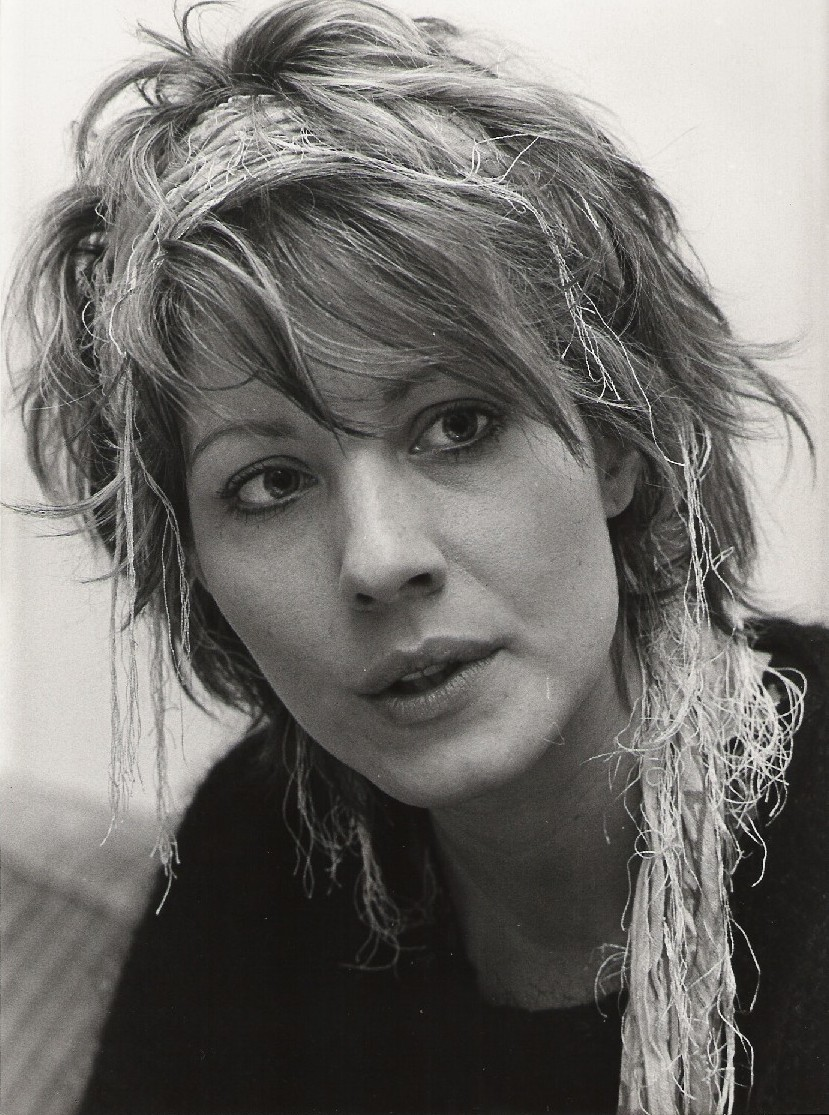
Linda Kozlowski (1987)

Linda Kozlowski (* 7. Januar 1958 in Fairfield, Connecticut) ist eine US-amerikanische Schauspielerin.

## Leben
Kozlowski besuchte die Juilliard School, wo sie Gesang studierte. Am Anfang der 1980er Jahre trat sie in Off-Broadway-Theaterstücken wie How It All Began auf. Im Jahr 1984 spielte sie im Stück Tod eines Handlungsreisenden, das 1985 mit ihr zusammen mit Dustin Hoffman und John Malkovich verfilmt wurde.
Als ihre bekannteste Rolle gilt die Hauptrolle von Sue Charlton, die sie neben Paul Hogan in den Actionkomödien Crocodile Dundee (1986), Crocodile Dundee II (1988) und Crocodile Dundee in Los Angeles (2001) spielte. Für ihre Rolle im ersten der drei Filme wurde sie 1987 für den Golden Globe nominiert. In der Komödie Faule Tricks und fromme Sprüche (1988) spielte sie neben Bill Paxton eine der Hauptrollen. Im Horrorfilm John Carpenters Das Dorf der Verdammten (1995) trat sie neben Christopher Reeve und Kirstie Alley in einer größeren Rolle auf.
Kozlowski war seit dem Jahr 1990 mit Paul Hogan verheiratet und hat mit ihm einen Sohn. Sie reichte im Oktober 2013 die Scheidung ein.

## Filmografie (Auswahl)
- 1985: Tod eines Handlungsreisenden (Death of a Salesman)
- 1986: Crocodile Dundee – Ein Krokodil zum Küssen (Crocodile Dundee)
- 1988: Um jeden Preis (Favorite Son, Miniserie)
- 1988: Faule Tricks und fromme Sprüche (Pass the Ammo)
- 1988: Crocodile Dundee II
- 1990: Beinahe ein Engel (Almost An Angel)
- 1993: Marys Nachbar (The Neighbor)
- 1994: Backstreet Justice – Knallhart und unbestechlich (Backstreet Justice)
- 1994: Zorn
- 1995: John Carpenters Das Dorf der Verdammten (Village of the Damned)
- 1996: Kansas – Weites Land (Shaughnessy)
- 2001: Crocodile Dundee in Los Angeles